# Cernitza
Cernitza (łac. Diœcesis Cernitzensis) – stolica historycznej diecezji leżaćej na terenie współczesnej Grecji. Od 1933 katolickie biskupstwo tytularne, wakujące od 1973.

## Biskupi tytularni
| Lp. | Biskup                        | Od              | Do               |
| --- | ----------------------------- | --------------- | ---------------- |
| 1   | Émile Verhille CSSp           | 21 czerwca 1951 | 14 września 1955 |
| 2   | Fidel Mario Tubino Mongilardi | 11 lutego 1956  | 1 lutego 1973    |